# Globulariopsis tephrodes
Globulariopsis tephrodes är en flenörtsväxtart som först beskrevs av Ernst Meyer, och fick sitt nu gällande namn av O.M. Hilliard. Globulariopsis tephrodes ingår i släktet Globulariopsis och familjen flenörtsväxter. Inga underarter finns listade i Catalogue of Life.